# Rodenbach am Main

Das Anwesen des ehemaligen Rienecker Schlösschens, heute Reitanlage und in Privatbesitz

Rodenbach am Main ist ein Gemeindeteil der Stadt Lohr am Main im unterfränkischen Landkreis Main-Spessart in Bayern.

## Geschichte
1957 wurde bei Bauarbeiten ein Beil aus der Jungsteinzeit geborgen.
Erster urkundlicher Beleg für Rodenbach ist der 21. Juli 1314. Rodenbach gehörte im Mittelalter und der Frühen Neuzeit zum Amt Partenstein. Dieses hatte wechselnden Herren: Zunächst die Grafen von Rieneck, seit ca. 1277 die Erzbischöfe von Mainz und die Herren und Grafen von Hanau gemeinsam, ab 1684 dann nur noch das Erzbistum. Ein anderer Beleg ist wie bei Wombach eine Mainzer Urkunde vom 3. Juni 1325, indem die vila Rodenbach als Rienecksches Lehen von Mainz gekennzeichnet ist, die Rieneck dem Stift Aschaffenburg verkaufen darf.
Als Teil des Erzstifts Mainz fiel Rodenbach im Reichsdeputationshauptschluss 1803 an das neugebildete Fürstentum Aschaffenburg, mit welchem (nun ein Departement des Großherzogtums Frankfurt) es 1814 zu Bayern kam.
Im Jahre 1862 wurde das Bezirksamt Lohr am Main gebildet, auf dessen Verwaltungsgebiet Rodenbach lag. 1939 wurde wie überall im Deutschen Reich die Bezeichnung Landkreis eingeführt. Rodenbach war nun eine der 26 Gemeinden im Landkreis Lohr am Main (späteres Kfz-Kennzeichen LOH). Mit Auflösung des Landkreises Lohr im Jahre 1972 kam Rodenbach in den neu gebildeten Landkreis Main-Spessart (Kfz-Kennzeichen KAR, ab 1979 MSP).
Die Bewohner lebten von Weidewirtschaft und dem Anbau und der Verarbeitung von Flachs und Hanf. Leinenweber und Wollweber nahmen ihre Tätigkeit auf und die Produkte wurden bis Frankfurt und Köln verhandelt. Mit der Industrialisierung dieser Gewerbe schwand die Möglichkeit, damit seinen Lebensunterhalt zu verdienen. Als ab Mitte des 19. Jahrhunderts die Ludwigs-West-Bahn (heute: Main-Spessart-Bahn) gebaut wurde, wandten sich viele dieser neuen Möglichkeit, Geld zu verdienen, zu.
Am 1. Januar 1972 wurde Rodenbach am Main in die Stadt Lohr am Main eingegliedert.
Am 11. Mai 1990 stürzte bei Rodenbach ein Transportflugzeug der Bundeswehr vom Typ Transall ab. Alle zehn Insassen starben bei diesem Unglück.

## Rienecker Schlösschen

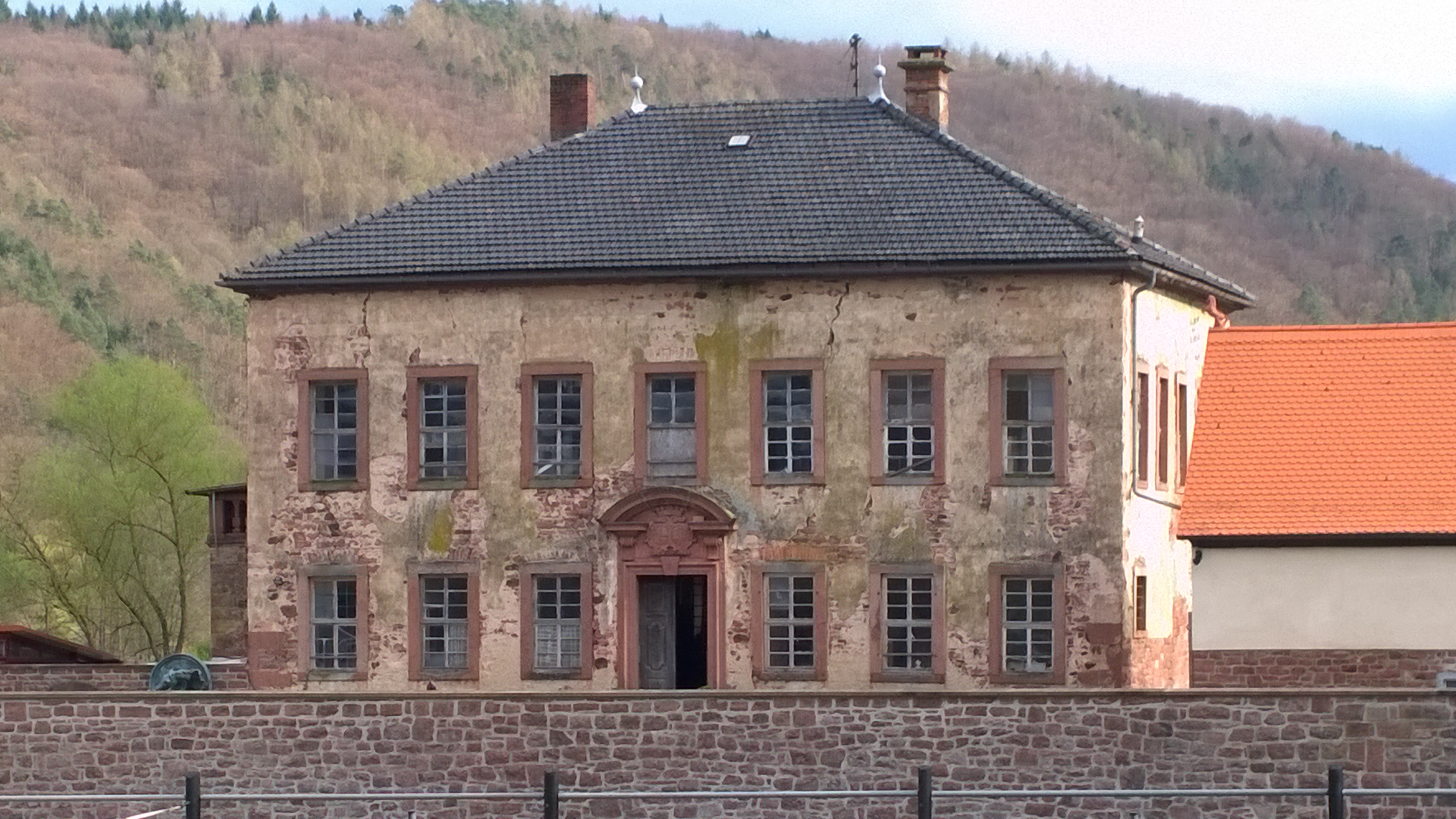
Das Haupthaus der Schlossanlage

Das ursprünglich rieneckische Schlösschen, ein Gutshof im Eigentum der Landesherren und in der Regel verliehen,  wurde im Bauernkrieg zerstört. Graf Philipp III. von Rieneck und seine Frau, Margarete von Erbach, bauten den Gutshof 1531 jedoch wieder auf. Nach dem Aussterben der Rienecker 1559 fiel der Gutshof an die Landesherrschaft zurück, damals ein Kondominat zwischen dem Erzbistum Mainz und der Grafschaft Hanau-Münzenberg. Er kam nach 1559 in verschiedene Hände. 1612 wurde dort der von 1653 bis zu seinem Tode 1672 amtierende Bamberger Fürstbischof Philipp Valentin Voit von Rieneck geboren. Nach dem Aussterben der das Lehen besitzenden Linie der Voit von Rieneck mit dem jüngsten Bruder des Fürstbischofs namens Adam Dietrich (1639–1676) verkaufte der Erbe Philipp Heinrich Voit von Rieneck (1654–1711) das Gut 1690. Es fiel schließlich mit dem Tode des Erwerbers Johann Franz Schnell 1704 und damit einhergehend mit dem Erlöschen des „Mannlehens“ an Kurmainz zurück. Eine Weiternutzung durch die Witwe wurde zwar bis zu ihrem Tode 1726 geduldet.
Wenig später verlieh der Kurfürst und Erzbischof von Mainz Lothar Franz von Schönborn den Besitz jedoch sogleich an den Lohrer Amtmann Philipp Christoph von und zu Erthal, der das Gut bis 1731 zu einem Sommerschlösschen (Schloss Rodenbach) für seine Familie umbaute. Für seine schon kränkelnde Frau Maria Eva war es wohl ein Ort der besonderen Erholung. Über dem Gebäudeeingang erinnert noch heute das gemeinsame Ehewappen mit der Jahreszahl 1731 an Philipp Christoph und seine Frau: mit dem Erthalschen Stammwappen und dem Familienwappen seiner Frau, die eine geborene von Bettendorf war. Jedenfalls kann das Rodenbacher Schlösschen besonders gut mit dem lokalen Wirken von Philipp Christoph von und zu Erthal in Verbindung gebracht werden, das nur von dem Erthaler Hof in Mainz überstrahlt wird. Nach deren Aussterben des Erthalschen Geschlechts 1805 gelangte der Besitz an die Herren von Dalberg. 1929 konnte die politische Gemeinde Rodenbach das Anwesen kaufen.

## Filialkirche St. Rochus
1736/1738 wurde St. Rochus als Filialkirche in Rodenbach erbaut und die Seelsorge von Kapuzinern aus Lohr übernommen. Nachdem das Lohrer Kapuzinerkloster 1820 schloss, erhielt Rodenbach einen eigenen Kaplan und 1826 eigenen Friedhof. 1831 wurde dann eine eigene Pfarrei errichtet und ein Pfarrhaus gebaut.